# Melania Gabbiadini
Pour les articles homonymes, voir Gabbiadini.
Melania Gabbiadini, née le 28 août 1983 à Calcinate, est une footballeuse italienne évoluant au poste d'attaquant. 
Elle est la sœur du footballeur Manolo Gabbiadini.

## Biographie
Elle évolue de 2000 à 2004 à l'ACF Bergame puis rejoint le Bardolino Vérone (qui deviendra l'AGSM Vérone). Elle remporte avec Vérone cinq titres de champion d'Italie (2005, 2007, 2008, 2009 et 2015), trois Coupes d'Italie (2006, 2007 et 2009) et trois Supercoupes d'Italie (2005, 2007 et 2008).
Elle est nommée meilleure joueuse du championnat d'Italie à quatre reprises (2012, 2013, 2014 et 2015).
Elle participe avec l'équipe d'Italie à trois championnats d'Europe, en 2005, 2009 et 2013. Elle est quart de finaliste de cette compétition en 2009 et 2013. Elle figure dans l'équipe type du tournoi en 2013.